# Ölbaumgrenze

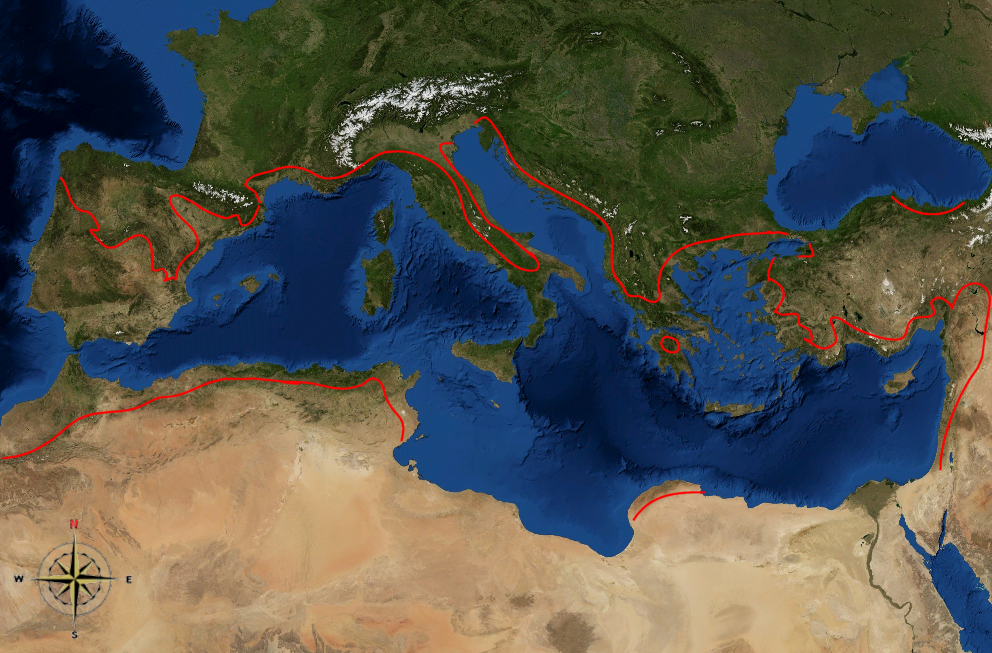
Ungefährer Verlauf der Verbreitungsgrenze des Ölbaumes in der Mittelmeerregion

Die Ölbaumgrenze dient zur Abgrenzung des Mittelmeerklimas gegen die großräumige Umgebung. Sie wird deshalb auch zur Abgrenzung des Mittelmeerraums verwendet.
Dazu wird als entscheidendes Kriterium die Verbreitung des Ölbaums verwendet, der ein typischer Vertreter der mediterranen Flora und mit die wichtigste Kultur- und Nutzpflanze der Region ist. Er steht symbolisch für den Mittelmeerraum.
Die Ölbaumgrenze dient als Indikator für Gebiete, die vom mediterranen Klima beeinflusst sind.  Sie läuft in geringem Abstand der Küsten des Mittelmeerraums.